# 若主願之
若主願之（羅馬化：ʾIn shāʾ Allāh）是阿拉伯語短語，意為「假若真主意欲」或「上帝的旨意」。這個短語在古蘭經中多次被提及，通常是談論未來事件時使用。這個短語通常被穆斯林、阿拉伯基督徒和其他宗教的阿拉伯語使用者使用，來指一件希望會在未來成真的事件。